# Araneus eburnus
Araneus eburnus är en spindelart som först beskrevs av Eugen von Keyserling 1886.  Araneus eburnus ingår i släktet Araneus och familjen hjulspindlar. Inga underarter finns listade i Catalogue of Life.

## Bildgalleri

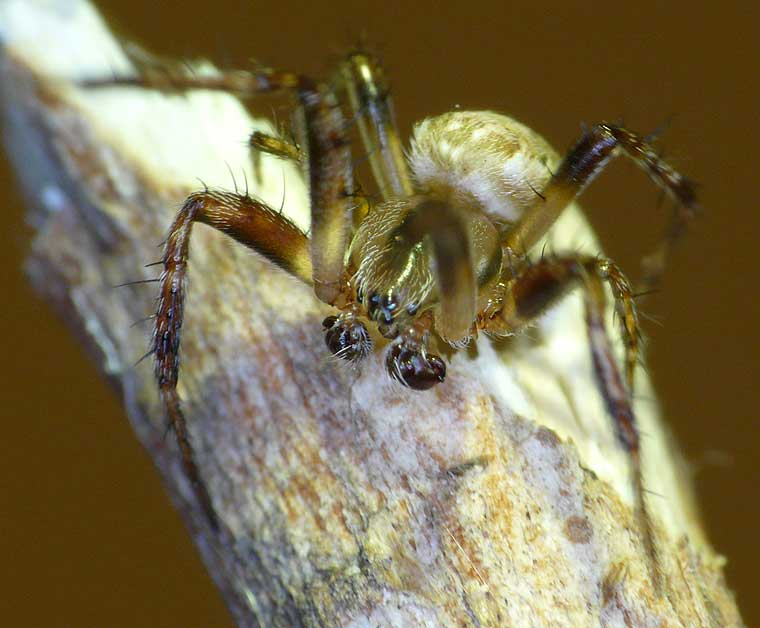
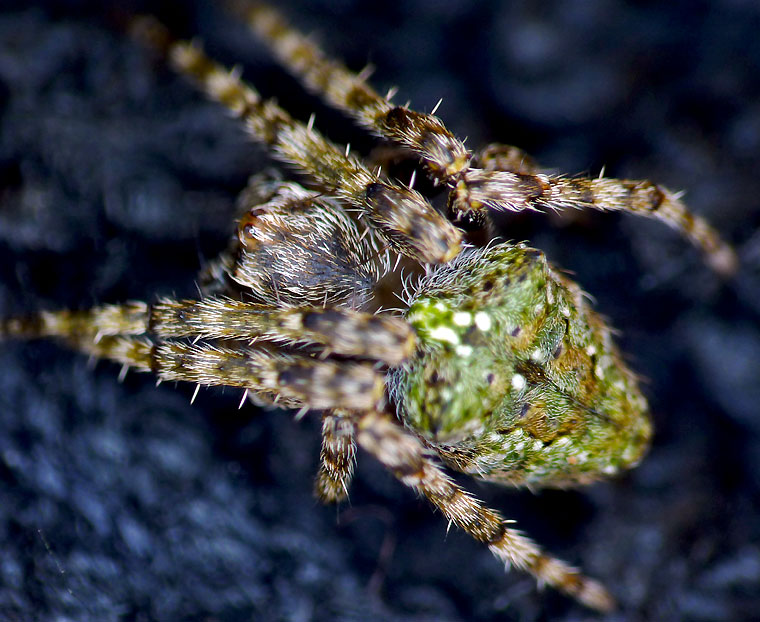